# Групо Сантандер
Групо Сантандер (на испански Grupo Santander) е испанска банкова група, концентрирана около Банко Сантандер. Това е най-голямата банкова група в Еврозоната.

## Дейност
Създава се през 1999 г. чрез сливането на Банко Сантандер (основана 1857) и Банко Централ Хиспано. На 12 ноември 2004 купува Abbey - една от най-големите банки във Великобритания с правото през 2011 г. да я преименува на Сантандер. Използвайки финансовата криза през 2008 придобива клоновата мрежа и депозитите на фалиралата английска банка Bradford & Bingley за 773 млн. евро. През октомври 2008 придобива и собствеността над американската банка Sovereign за 1.4 млрд. евро.
Днес за банковата група работят 191 380 служители на няколко континента. Това е и банката с най-много клонове в света. Оборотът ѝ за 2010 е над 42 млрд. евро, а чистата печалба - 8,181 млрд. евро. Активите на банката са за близо 1218 млрд. евро (2010).
От 2008 година банката става официален спонсор на Копа Либертадорес, поемайки щафетата от Тойота.